# Quercus crassifolia
Quercus crassifolia es una especie de árbol que pertenece a la familia Fagaceae, algunos de sus nombres comunes son: encino colorado, encino chicharrón, encino chilillo, encino colorado, encino hojarasca, encino huaje, encino pepitillo, encino prieto, roble y urikoste.

## Clasificación y descripción
Es un árbol de tamaño medio a grande, de 8 a 20 m de altura y con diámetro del tronco de 25 a 50 cm, tiene una corteza café obscura acanalada, las ramillas miden de 3-5 mm de ancho, cubiertas con un tomento (vello que cubre la superficie) aterciopelado color gris o pardusco, cuando están desnudas el color de la corteza es café rojizo; las yemas miden 3 mm de largo, ovoides; las hoja son gruesas y coriáceas, miden 4-15 cm de largo y 2-10 cm de ancho, obovada o a veces oblongas u ovadas, acuminadas y generalmente obtusas pero con una punta aristada, cordada a truncada en la base, los márgenes son revolutos (vueltos hacia el envés, curvado) con 6 a 9 dientes, son más o menos lustrosas en el haz color verde oscuro y glabras en el envés verde amarillento muy tomentoso, los nervios laterales usualmente 8 a 10 pares, impresos en el haz y prominentes en el envés; pecíolo tomentoso de 12 a 22 mm; amentos (inflorescencia formada generalmente por muchas flores unisexuales dispuestas como en la espiga) estaminados de cerca de 7 cm de largo , tomentosos, laxamente floreado, con las anteras glabras, mucronadas; amentos pistilados de 1-2 o raramente 5cm de largo, con 2 a 4 flores a veces 10 flores; Fruto anual o bianual, solitario o en pares, de tamaño medio, sobre un pedúnculo de 1-2 cm de largo y 3-4 mm de ancho; la cúpula mide 15 mm de ancho y 10 mm de largo frecuentemente constreñida en la base, los márgenes no están enrollados hacia adentro; bellota ovoide de 15 a 18 mm de largo por 10-12 mm ancho, glabros, de color café claro.

## Distribución y hábitat
Cañadas, en bosque de pino-encino húmedo. 1900-2800 m s. n. m. México (Chihuahua, Chiapas, Distrito Federal, Durango, Guerrero, Guanajuato, Hidalgo, Jalisco, Estado de México, Oaxaca, Puebla, Querétaro, San Luis Potosí, Tlaxcala, Veracruz) Guatemala.

## Usos
Leña, carbón, fabricación de cercas, arados, ejes de carreta, plataformas y extracción de celulosa para papel.